# Tasso
 For alternative betydninger, se Torquato Tasso. (Se også artikler, som begynder med Torquato Tasso)
Tasso er et jernstøberi beliggende i Frederiksgade i Odense C.
Virksomheden blev grundlagt af Hans Rasmussen i 1856 som Frederiksgades Jernstøberi, og er dermed Danmarks ældste jernstøberi. Oprindeligt produceredes med hovedvægt på ovne, men i 1920'erne specialiserede virksomheden sig i støbning af radiatorer under varemærket Tasso. I 1967 blev Tasso-navnet optaget som firmanavn, og firmaet har siden heddet A/S Tasso, Odense. Siden 1961 har Tasso produceret stanggods og har gennem årene udvidet produktionen med flere maskiner. Der støbes stanggods i gråjern og sejjern.
I 1976 blev virksomheden opkøbt af Valdemar Birn A/S og blev dermed en del af koncernen Birn Group. Birn Group er i dag en af Nordeuropas største støberikoncerner. I 2021 overtog Tasso det fulde ejerskab af Bernareggi S.r.l, en italiensk bearbejdningsvirksomhed indenfor støbejernsstænger og bronze.
I dag benytter Tasso stadig de oprindelige fabriksbygninger i Frederiksgade, opført fra 1860 til 1930, til produktion og administration. Sammen med det nærliggende Albani Bryggerierne blev de i 2007 udpeget til nationalt industriminde af Kulturarvsstyrelsen. Tasso repræsenterer et unikt stykke dansk industrihistorie med støbejern som omdrejningspunkt. Fra 1840'erne ændrede Odense sig fra at være en købstad til at være en industriby. Tasso-området i byen er et af de bedst bevarede eksempler på et klassisk lille blandet industrikvarter, hvor de ansatte i jernindustrien boede lige ved siden af fabrikken.